# Błądkowo
Błądkowo (deutsch Plantikow) ist ein Dorf und Schulzenamt in der Stadt- und Landgemeinde Dobra (Daber) im Powiat Łobeski (Labesschen Kreis) der polnischen Woiwodschaft Westpommern.

## Geographische Lage
Die Ortschaft liegt in Hinterpommern, etwa sechs Kilometer westlich der Stadt Daber (Dobra), 26 Kilometer westlich der Stadt Labes (Łobez) und 48 Kilometer nordöstlich der regionalen Metropole Stettin.

## Geschichte

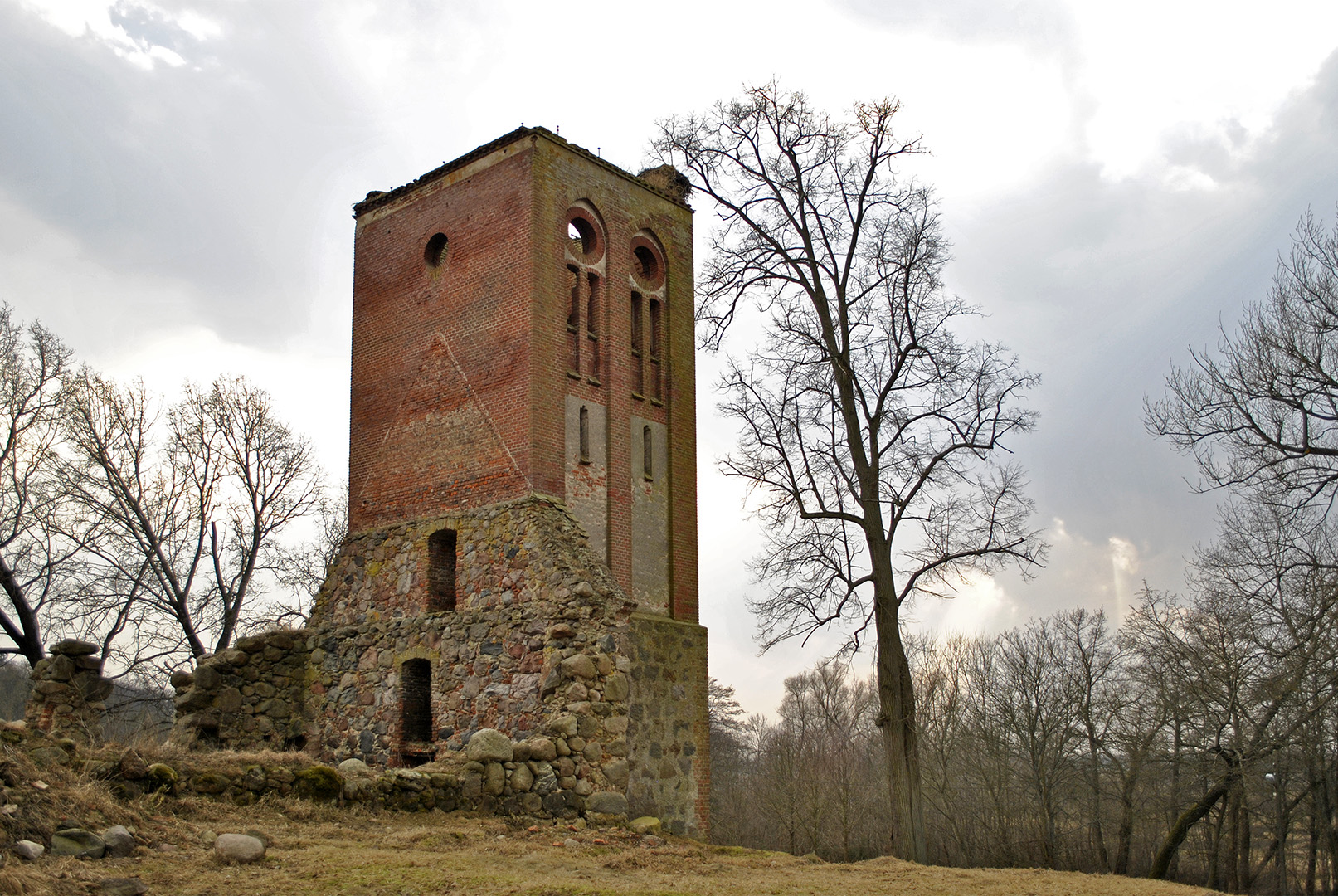
Ruine der Dorfkirche (Aufnahme von 2011)

Der Ort Plantikow wurde erstmals im Jahr 1269 erwähnt, und zwar in einem Grenzvertrag von Herzog Barnim I. mit dem Bischof von Cammin.
Mit der Bekehrung der slawischen Pomoranen zum Christentum und der Gründung von Klöstern begann die Einwanderung deutscher Siedler nach Pommern. Dies geschah schwerpunktmäßig im 13. Jahrhundert. Mit den deutschen Siedlern kamen Adelsfamilien aus den alten deutschen Landen ins Land. Unter ihnen waren die Familien Eberstein und Dewoetz. Die Dewitz erlangten im 14. Jahrhundert die Herrschaft im Land Daber, dabei auch über Plantikow. Diese Familie war zuvor an der Kolonisation von Mecklenburg beteiligt.
Pommern hatte in den folgenden Jahrhunderten wiederholt unter „Fehden“ zwischen einzelnen Adelsgeschlechtern zu leiden, so auch Plantikow unter den Fehden der Familien Dewitz und Eberstein. Besonders aber litt Pommern unter dem Dreißigjährigen Krieg, in welchem kaiserliche und schwedische Truppen das Land verwüsteten; dabei war auch der Landstrich um Daber und Naugard betroffen, wohl auch Plantikow. Später wurde Pommern im Siebenjährigen Krieg (1756–1763) besonders heimgesucht, dabei wurde 1761 das Nachbardorf Farbezin von russischen Soldaten geplündert.
Das Rittergut in Plantikow, das Im Jahr 1945 4700 Morgen umfasste, gehörte zunächst der Familie Dewitz. 1725 wurde es zusammen mit Cramonsdorf wiederkäuflich auf 30 Jahre an Georg Eberhard von Bessel verkauft. 1754 wurden Plantikow und Cramonsdorf zurückgekauft, um sie im gleichen Jahr an den Stettiner Regierungsrat Johann Joachim Loeper zu verkaufen. Dieser verkaufte Plantikow 1782 an seinen Schwiegersohn Otto Albrecht von Arnim und dessen Gemahlin, seine älteste Tochter. Otto Albrecht von Arnim war von 1796 bis 1798 Landrat, konnte dann aber das Amt wegen einer Gemütskrankheit nicht mehr ausüben. Kurz vor seinem Tod 1803 verkauften er und seine Gemahlin Plantikow an den Stettiner Kaufmann Johann Jakob Andres Witte. Dieser vererbte es 1811 an seinen Adoptivsohn Johann Georg Wilhelm Witte-Bornefeld. Im Jahr 1878 wurde das Gut Plantikow von Otto von Diest (1821–1901) erworben, nach ihm war sein Sohn Ernst von Diest (1855–1929) und nach diesem dessen Sohn Otto von Diest (1897–1989) Eigentümer.
Bis 1945 bildete Plantikow eine Landgemeinde im Landkreis Naugard in der preußischen Provinz Pommern. Zur Gemeinde gehörten neben Plantikow die Wohnplätze Schäferei und Vorwerk Ernsthof.
Gegen Ende des Zweiten Weltkriegs verließ am 3. März 1945 der größte Teil der Dorfbewohner, darunter auch der Gutsbesitzer Otto von Diest, in einem Flüchtlingstreck den Ort, um sich vor den anrückenden sowjetischen Truppen in Sicherheit zu bringen. Anschließend besetzte die Rote Armee die Region. Bald darauf wurde Plantikow zusammen mit ganz Hinterpommern unter polnische Verwaltung gestellt. Einwohner, die den Flüchtlingstreck verpasst hatten, darunter auch die Gutsbesitzerin Carola von Diest und ihr ältester Sohn, Ernst-Arnold von Diest, wurden am 26. Juni 1945 vertrieben.
Von 1945 bis 1954 war das Dorf Sitz der Gemeinde Błądkowo und von an 1946 an Teil der Woiwodschaft Stettin. Am 29. September 1954 wurde die Gemeinde aufgelöst. Bei der Gebietsreform von 1973 wurde die Gemeinde nicht wiederhergestellt, und Błądkowo wurde Teil der Gemeinde Dobra.

## Einwohnerzahlen
- 1867: 142[12]
- 1871: 135[12]
- 1905: 133[13]
- 1925: 370, davon 356 Evangelische und 14 Katholiken[14]
- 1933: 347[15]
- 1939: 321[15]

## Persönlichkeiten

### Söhne und Töchter des Ortes
- Carl Wilhelm von Bessel (1727–1800), preußischer Kammerbeamter, Präsident der Pommerschen Kriegs- und Domänenkammer

### Mit dem Ort verbunden
- Otto Albrecht von Arnim (1751–1803), preußischer Landrat, Gutsherr auf Plantikow ab 1782
- Otto von Diest (1821–1901), preußischer Landrat und Politiker, Gutsherr auf Plantikow ab 1878